# 太任
太任（たいじん）は、周の季歴の妃。文王の母。
摯任氏の中女として生まれた。摯と疇の2国は任姓で、奚仲・仲虺の後裔であり、これが太任の実家であるという。太任は季歴にとつぎ、姫昌（文王）を産んだ。
太任は胎教をおこなった人としても知られる。太任は懐妊すると、目は醜い色を見ず、耳はみだらな音楽を聞かず、口は驕った言葉を出さないことで、胎児への教育をおこなった。豕牢で小用を足そうとして文王を産んだものという。文王は生まれながらに明聖で、太任が教育をおこなうと、一をもって百を知るありさまであった。